# DS N°4
DS N°4 ― кросовер, що випускається маркою DS групи Stellantis з 2021 року. Він призначений для заміни DS 4 та DS 5, виробництво яких було знято у 2018 році, і базується на платформі PSA EMP2. Автомобіль доступний у трьох версіях: DS 4, DS 4 Cross та DS 4 Performance Line. 
Після рестайлінгу 2025 року його було перейменовано на DS №4.

## Опис

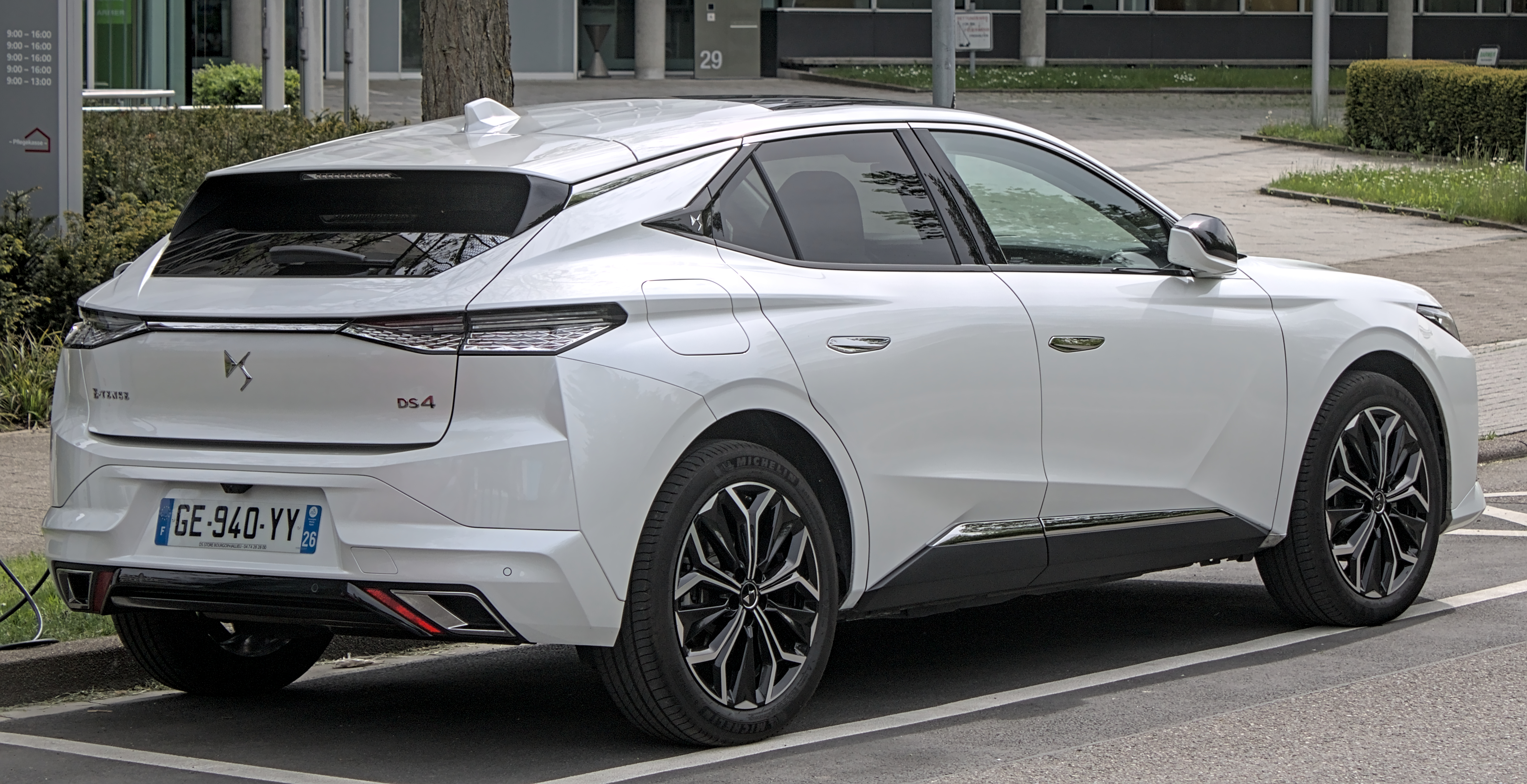
DS 4 (2021-2025)

Його було розроблено в Парижі, але виробляється на заводі Opel у Рюссельсгаймі. 
Що стосується силових агрегатів, то буде доступна гібридна версія E-TENSE, а що стосується бензинових двигунів, то він оснащений лінійкою PureTech потужністю 130, 180 або 220 к.с. Він буде доступний для продажу з четвертого кварталу 2021 року.

### Оновлення 2022 року
У жовтні 2022 року було переглянуто структуру комплектації, яка тепер включає новий флагман Opera та збільшений запас ходу електромобілів для версії PHEV. 

#### Esprit de Voyage

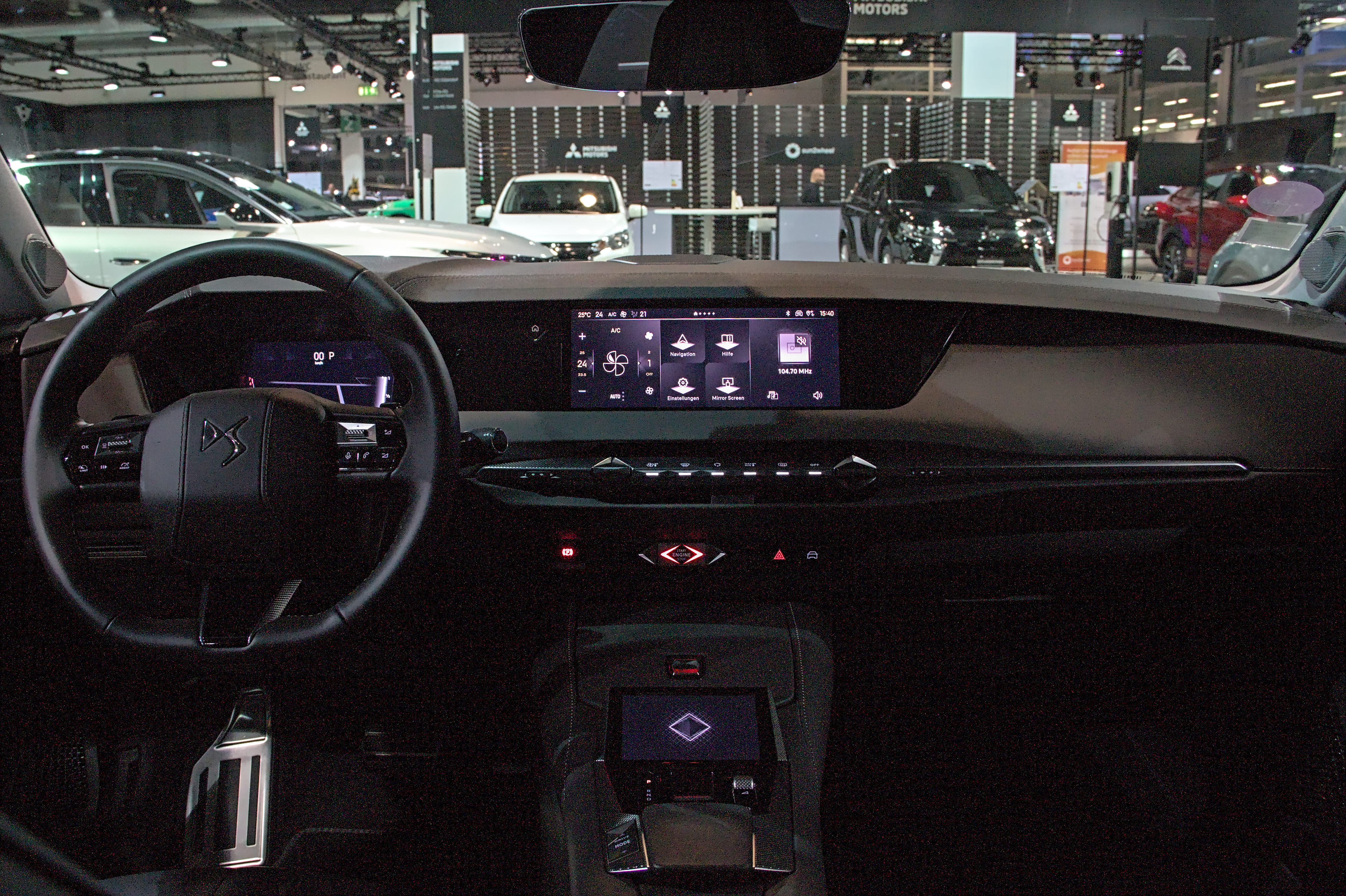

Представлена у березні 2023 року спеціальна версія «Esprit de Voyage», що французькою означає «дух подорожі», є флагманським рівнем комплектації для DS 4 та DS 7 та вирізняється новими матеріалами та кольоровими комбінаціями, натхненними індустрією моди.

### Оновлення 2025 року
Оновлення DS 4 2025 року було анонсовано 14 травня 2025 року. Воно відрізняється новим стилем кузова, а також новою передньою частиною, натхненною DS N°8. Модель також була перейменована на DS N°4 . Деякі зміни також були внесені до інтер'єру. 
Більшість варіантів силових агрегатів перейдені від оригінального DS 4, за винятком дизельного двигуна. 

### Двигуни
- 1.2 L PSA EB2DTS Turbo I3 130 к.с. 230 Нм

- 1.6 L PSA EP6FDT Turbo I4 181 к.с. 250 Нм

- 1.6 L PSA EP6FDT Turbo I4 225 к.с. 300 Нм

- 1.5 L PSA DV5 BlueHDi I4 130 к.с. 300 Нм

- 1.6 L PSA EP6FDT PHEV I4 + електродвигун 225 к.с. 360 Нм (E-Tense)